# Левковский, Юрий Львович
Юрий Львович Левко́вский (1931 — после 2009) — советский учёный в области строительной механики корабля, учёный в области гидравлической акустики, конструктор гребных винтов, доктор технических наук, профессор, лауреат Государственной премии РФ (1997).

## Биография
Родился 24 года 1931 года в Ленинграде. Окончил Ленинградское нахимовское военно-морское училище (ЛНВМУ) (1949) и ВВМИУ им. Дзержинского по специальности «Военное кораблестроение» (1955).
С 1956 года работал в ЦНИИ им. Крылова: инженер (1956—1961), начальник сектора (1961—1993) последняя должность — главный научный сотрудник.
В 1962 году защитил кандидатскую диссертацию «Проектирование широколопастных гребных винтов». Позже защитил докторскую диссертацию (1973) и был утверждён в учёном звании профессора (1988). В 1970—1972 годы по совместительству доцент Ленинградского кораблестроительного института.